# Robert Piłat
Robert Piłat (ur. 5 maja 1959 w Warszawie) – polski filozof, emerytowany wykładowca akademicki, profesor nauk humanistycznych, autor licznych książek, tłumaczeń i podręczników.  Specjalizuje się w filozofii umysłu, epistemologii i etyce, jest popularyzatorem filozofii.

## Życiorys
W 1984 ukończył studia w Akademii Teologii Katolickiej w Warszawie. Pracę magisterską Rozumność i wolność działania ludzkiego w „Krytyce praktycznego rozumu” i „Uzasadnieniu metafizyki moralności” Immanuela Kanta napisał pod kierunkiem Andrzeja Półtawskiego. Od 1983 pracował w Instytucie Filozofii i Socjologii PAN, równocześnie od 1986 prowadził na ATK zajęcia zlecone. W 1991 obronił na ATK pracę doktorską Zagadnienia świadomości. Dyskusja problematyki na tle teorii Arona Gurwitscha napisaną pod kierunkiem Andrzeja Półtawskiego. W latach 1992–1995 był zatrudniony na ATK jako adiunkt, równocześnie cały czas pracując w IFiS PAN, w Zakładzie Teorii Poznania i Filozofii Nauki. W 2000 uzyskał w IFiS PAN stopień doktora habilitowanego na podstawie pracy Umysł jako model świata. Tam w latach 2000–2004 był wicedyrektorem instytutu w latach 2000–2004, w latach 2000–2011 kierował Zakładem Logiki i Kognitywistyki (do 2002 pod nazwą Zakład Logiki, Języka i Działania). W latach 2006–2008 był równocześnie dyrektorem nowo powstałego Instytutu Filozofii i Socjologii Akademii Pedagogiki Specjalnej im. Marii Grzegorzewskiej w Warszawie W 2011 uzyskał tytuł profesora nauk humanistycznych. 
Od 2011 do 2024 pracował w Instytucie Filozofii na Wydziale Filozofii Chrześcijańskiej Uniwersytetu Kardynała Stefana Wyszyńskiego w Warszawie jako kierownik Katedry Teorii Poznania. 
W latach 2000–2011 był prezesem Polskiego Towarzystwa Fenomenologicznego.
W 2020 otrzymał za książkę O rozsądku i jego szaleństwach nagrodę im. księdza Józefa Tischnera.

## Twórczość
Książki
- 1993: Czy istnieje świadomość
- 1999: Umysł jako osobisty model świata
- 2003: Krzywda i zadośćuczynienie
- 2006: Doświadczenie i pojęcie
- 2007: O istocie pojęć
- 2013: Aporie samowiedzy
- 2013: Powinność i samowiedza. Studia z filozofii praktycznej
- 2019: O rozsądku i jego szaleństwach
- 2020: O pułapkach poznania
- 2024: Pochwała Rozalindy. Eseje szekspirowskie
- 2024: Contra mundum. Eseje filozoficzne

Przekłady
- 1994: M. Lipman, Marek
- 1996: H. Arendt, Wola

Podręczniki
- 2001: Edukacja filozoficzna dla klasy I gimnazjum (wspólnie z A. Aduszkiewiczem i P. Marciszukiem)
- 2003: Edukacja filozoficzna dla klasy II gimnazjum (wspólnie z P. Marciszukiem)
- 2005: Edukacja filozoficzna dla klasy III gimnazjum

Inne teksty
- Około stu artykułów w periodykach akademickich
- Eseje publikowane między innymi w ResPublice i w portalu Instytutu Mickiewicza Culture.pl

## Popularyzacja filozofii
- Sed contra (internetowe radio filozoficzne)
- 2003–2007: Sowa Minerwy (autorska audycja cykliczna na żywo) – Polskie Radio Program II
- 2008: Filozofia według Roberta Piłata – Polskie Radio Program II
- 2008–2009: Nowa mowa (stały udział w rocznym cyklu audycji) – Polskie Radio Program II
- 2008–2009: Filozoficzne pytania wielkich pisarzy (cykl autorskich audycji) – Polskie Radio Program II
- 2011–2012: Klub Trójki (udział w szeregu audycji) – Polskie Radio Program III
- 2016–2020: Rachunek myśli – Polskie Radio Program II
- 2017–2018: Dziennik filozofa – TVP Kultura
- 2020: Myśli na ten czas – TVP Kultura
- 2020-2021 - podcasty poświęcony różnym zagadnieniom filozoficznym oraz związkom literatury i filozofii, między innymi: Filozofia i literatura, Szekspir jako filozof, O działaniu impulsywnym, O towarzyskości, O silnych wartościowania, O pojęciach.